# Чаликов, Антон Степанович
Антон Степанович Чаликов (1754—1821) — российский командир эпохи наполеоновских войн, генерал-майор Русской императорской армии.

## Биография
Антон Чаликов родился 10 (21) июля 1754 года; происходил из грузинского княжеского рода Шаликашвили из Картли.
1 марта 1774 года Чаликов был записан в Преображенский лейб-гвардии полк нижним чином, а 1 января 1788 года был переведён в Черниговский карабинерный полк, ротмистром. Участвовал в 1789—1792 годах в походах против турок и в сражении при Фокшанах (21 июля 1789 года) был ранен в левое бедро саблею и в левую ногу пулей.
В 1790 году он был произведён в майоры, в 1791 году переведён в Петербургский драгунский, в 1796 году — в Сумский гусарский полк, а в 1798 году произведён в подполковники. Принимал участие в польских событиях 1792 года и подавлении Восстания Костюшко.
В 1799 году, в ходе Войны второй коалиции, в составе войск генерала А. М. Римского-Корсакова, принимал участие в Швейцарском походе Суворова.
26 марта 1800 года Чаликов был произведён в полковники и с 9 февраля по 20 мая 1802 года исполнял обязанности командира Сумского 1-го гусарского полка.

Отважно сражался в войнах третьей и четвёртой коалиций: в битве при Аустерлице вновь был ранен; за сражения под Гейльсбергом и Фридландом (30 мая и 2 июня 1807 года), был награждён (20 мая 1808 года) орденом Святого Георгия 4-го класса (№ 852) 
В воздаяние отличнаго мужества и храбрости, оказанных в сражении 2 июня при Фридланде против французских войск, где, благоразумными распоряжениями и присутствием духа, наносил неприятелю вред, подавая личною неустрашимостию пример своим подчинённым к поражению и истреблению неприятеля.
А. С. Чаликов 3 декабря 1807 года был назначен командиром в Уланский Её Величества лейб-гвардии полк; 12 декабря 1807 года произведён в чин генерал-майора.
После вторжения Наполеона в пределы Российской империи, командуя бригадой гвардейской лёгкой кавалерии, принимал участие в ряде ключевых битв Отечественной войны 1812 года; сражался в бою под Витебском, битве под Смоленском, сражении при Бородино и баталии под Тарутином. За отличие в арьергардном бою при р. Чернишня был награждён золотой саблей «За храбрость» с алмазами.

Принимал участие в заграничном походе русской армии, где отличился в битве при Фер-Шампенуазе; 13 марта 1814 года был удостоен ордена Святого Георгия 3-го класса (№ 366) 
В воздаяние отличных подвигов мужества, храбрости и распорядительности, оказанных в сражении против французских войск 13 марта при Фер Шампенуазе.
До этого были сражения при Люцене, Бауцене (где за отличие получил орден Св. Владимира 2-й степени), Кульме (отличился и награждён орденами: прусским знаком отличия железного креста и Св. Анны 1-й степени), при Лейпциге, под Бриенном. Удостоился ряда орденов: Прусский Красного орла 2-й степени, Австрийский Св. Леопольда большего креста, а по окончании войны — французский орден Почётного Легиона.
Уланским полком Чаликов командовал по 7 декабря 1817 года, а 17 июля 1818 года был назначен командиром лёгкой гвардейской кавалерийской дивизии, которой командовал по день смерти.
Антон Степанович Чаликов скончался 28 марта (9 апреля) 1821 года и был с почестями похоронен в Троице-Сергиевой приморской пустыни возле Санкт-Петербурга.
Ф. Булгарин характеризует его в своих воспоминаниях «предобрым, прелюбезным, превеселым и презабавным человеком», а Н. Н. Муравьев-Карский в своих «Записках» говорит, что Чаликов «был довольно умён и имел некоторое образование», но «служа у Великого Князя нашёл выгодным представлять собой шута и наконец так привык к сему, что двух слов не мог сказать без рифмы, что всех смешило».